# Peploglyptus golbachi
Peploglyptus golbachi är en skalbaggsart som beskrevs av Kanaar 1981. Peploglyptus golbachi ingår i släktet Peploglyptus och familjen stumpbaggar. Inga underarter finns listade i Catalogue of Life.